# Kevin Reynolds
Kevin Hal Reynolds (San Antonio, Texas, 17 de enero de 1952) es un director y guionista estadounidense.

## Biografía
Su padre fue Herbert Reynolds, presidente de la Universidad de Baylor, y su madre falleció poco después de que él naciera por culpa de una enfermedad terminal. Su padre decidió que su hijo pasara varias horas viendo la televisión para que «dejara volar su imaginación». Ya en el instituto, se rebeló contra su padre y consiguió un trabajo como camarero en un pub. Cuando acabó sus estudios, tuvo una fuerte discusión familiar y recapacitó sobre si estudiar o no en la universidad. Gracias a la influencia de su padre, cursó la carrera de Telecomunicaciones en la universidad que presidía su padre. Poco después decidió estudiar Derecho y ejerció en la ciudad de Austin (Texas).

### Cine
Diez años después decidió matricularse en la USC School of Cinema and Television. Steven Spielberg decidió producir su Amanecer rojo (1984), protagonizada por Patrick Swayze, Charlie Sheen y Lea Thompson. Poco después, Spielberg decidió producir otra de sus películas: esta vez fue Fandango (1985), protagonizada por Kevin Costner.

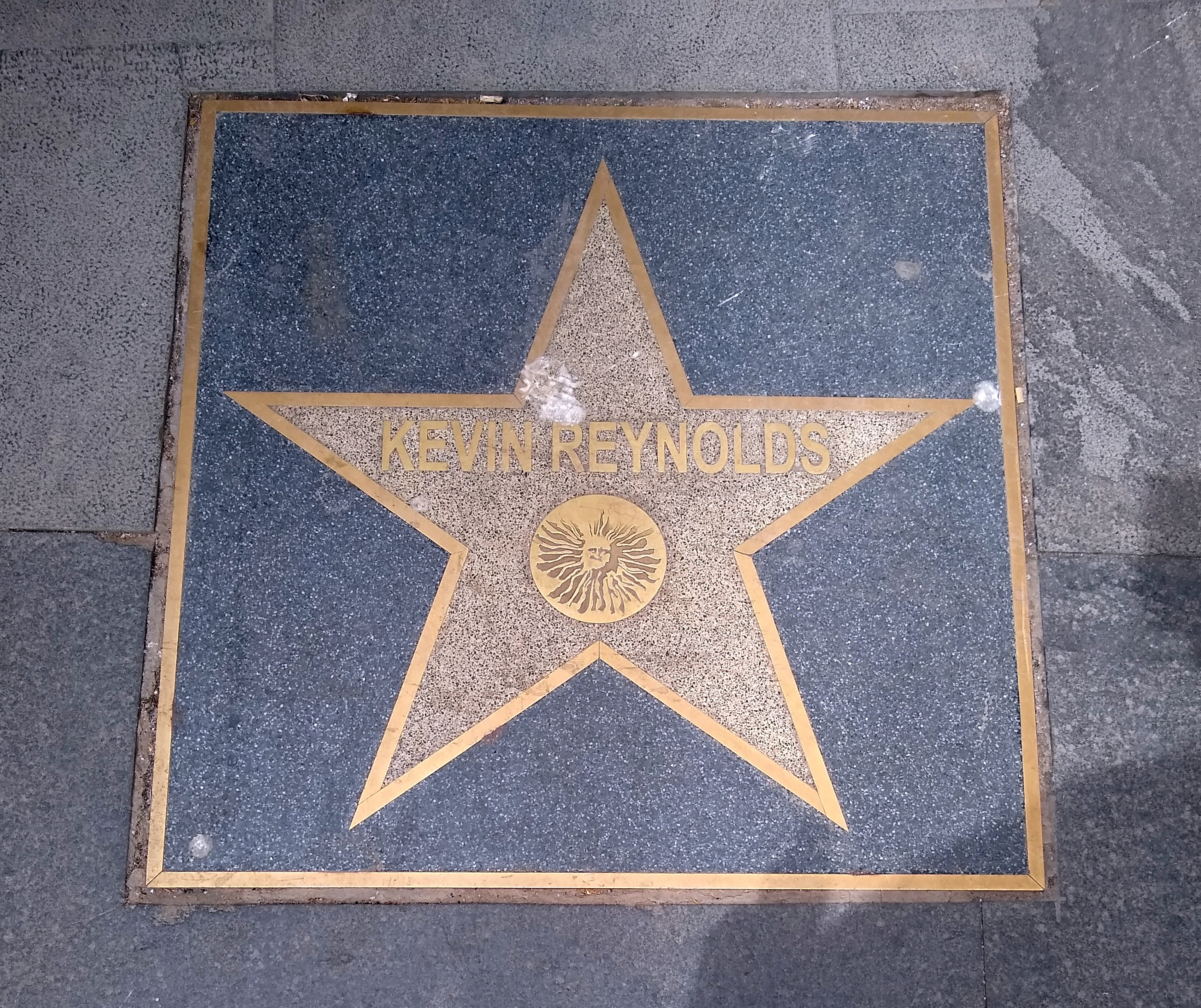
Estrella dedicada a Kevin Reynolds en el paseo de la fama de Almería, España.

Tras La bestia de la guerra (1988), protagonizada por Stephen Baldwin, dirigió Robin Hood, príncipe de los ladrones (1991) y su protagonista fue su amigo Kevin Costner. Gracias a la película, recaudaron más de 225 millones de dólares y fue todo un éxito mundial. Rapa Nui (1994), protagonizada por Jason Scott Lee, fue producida por Costner y no tuvo mucho éxito. Lo mismo sucedió con Waterworld (1995), de nuevo protagonizada por Kevin Costner, con un presupuesto de 236 millones de dólares y unas pérdidas de aproximadamente 60 millones. Parece ser que las discusiones constantes entre él y Costner hicieron el rodaje muy complicado y fueron la razón por la que se alejó de la industria del cine. En 1997 dirigió One eight seven, protagonizada por Samuel L. Jackson. Una película con éxito, pero que no evitó que Reynolds se alejara del cine. Años después regresó con su versión sobre El conde de Monte Cristo (2002), protagonizada por James Caviezel y Guy Pearce, que no alcanzó el beneficio esperado. Tabmién dirigió la película Tristán e Isolda (2006), protagonizada por James Franco y producida por Ridley Scott y otras productoras alemanas.
Sus dos últimas producciones, hasta ahora, son la minisere Hatfields & McCoys de 2012 y la película Risen, en España "Resucitado" de 2016, protagonizada por Joseph Fiennes.

## Filmografía

### Como director
- 1985 : Fandango
- 1986 : Cuentos asombrosos (episodio You Gotta Believe Me)
- 1988 : The Beast
- 1991 : Robin Hood, príncipe de los ladrones
- 1994 : Rapa Nui
- 1995 : Waterworld
- 1998 : One Eight Seven
- 2002 : The Count of Monte Cristo
- 2006 : Tristan e Isolda
- 2012 : Hatfields & McCoys
- 2016 : Risen

### Como guionista
- 1984 : Amanecer rojo de John Milius
- 1985 : Fandango
- 1994 : Rapa Nui